# Remmer (spoorwegen)

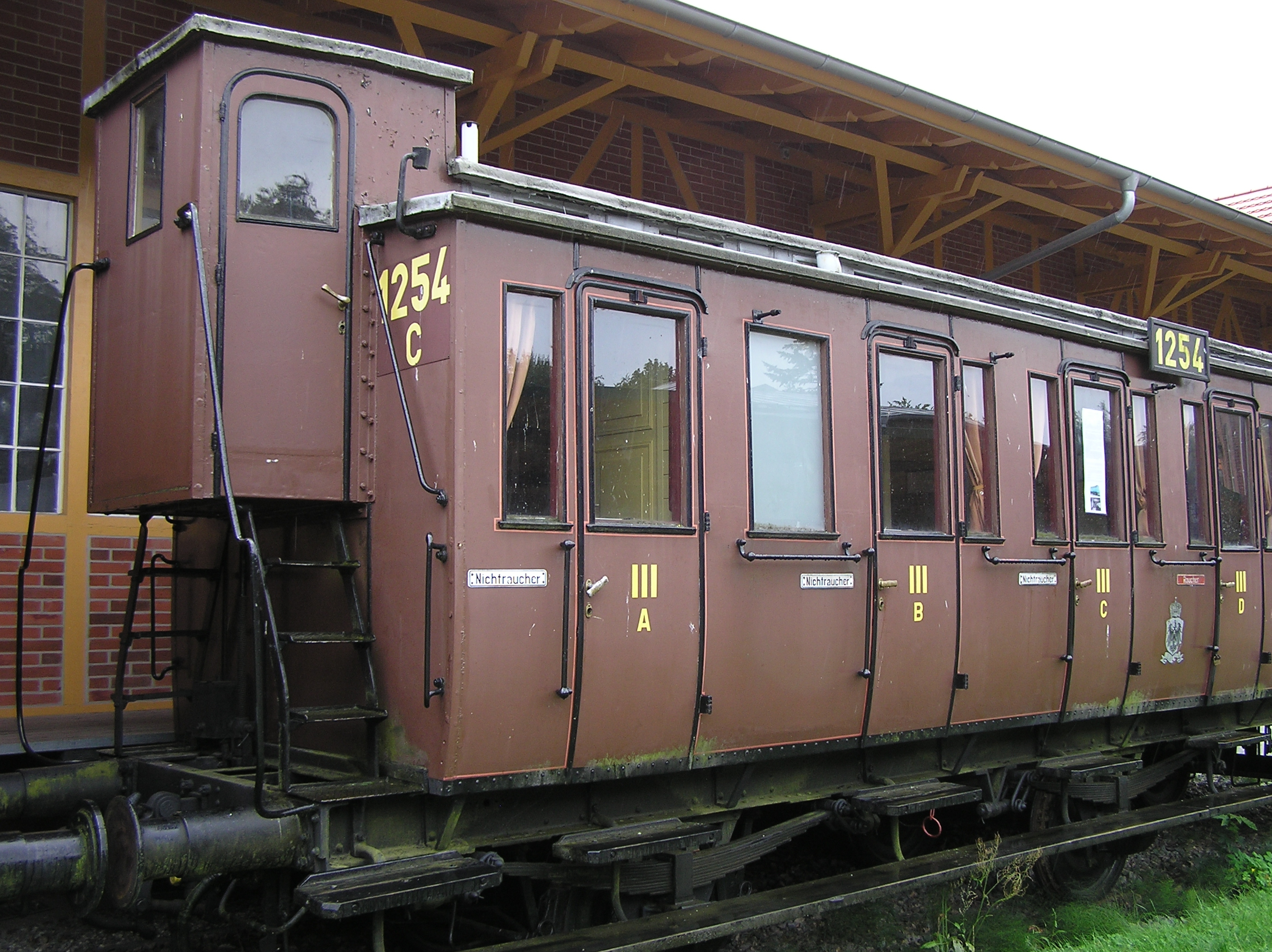
Remmershuisje op een passagierswagen

Een remmer was een personeelslid van een spoorwegonderneming die de zeer verantwoordelijke taak had de rem van een railvoertuig te bedienen op commando van de machinist (met een fluitsignaal) of op grond van zijn eigen waarneming. Het is namelijk niet mogelijk om een trein binnen een redelijke afstand tot stilstand te brengen enkel met de locomotiefrem (behalve bij zeer korte treinen). Verdeeld over de trein werden daarom één of meer beremde voertuigen geplaatst, voorzien van een remmershuisje. Zo'n remmershuisje stak boven de trein uit zodat de remmer goed zicht had.
De remmer werd eind 19e eeuw overbodig toen de doorgaande luchtrem (westinghouserem) het mogelijk maakte de remmen van alle voertuigen van een trein vanuit de locomotief te bedienen. Het duurde overigens nog enkele tientallen jaren voordat alle railvoertuigen van zo'n rem voorzien waren en de remmer definitief tot het verleden behoorde.